# Vintilă Brătianu
Vintilă Brătianu (Bucarest, 16 de septiembre de 1867-Bucarest 23 de diciembre de 1930), político rumano del Partido Nacional Liberal que desempeñó el cargo de primer ministro del país entre el 24 de noviembre de 1927 y el 2 de noviembre de  1928.

## Comienzos

La familia Brătianu en la política rumana del siglo xix y comienzos del xx.

Vintilă,  junto con sus hermanos Ion y Dinu eran los principales dirigentes del partido. Nacido en la finca familiar de Florica, en Ştefăneşti, en el condado de Argeş, estudió ingeniería en Francia y entró en política a su regreso a Rumanía.
Como ingeniero construyó el puente sobre el Danubio en Cernavoda y participó en otras grandes obras civiles.
Fue alcalde de Bucarest (1907-1911) y director del Banco Nacional de Rumanía.

## Ministro de Finanzas
Durante la Primera Guerra Mundial, sirvió como ministro de Municiones.
Regresó al Gobierno como ministro de Finanzas en el gabinete que presidió su hermano Ion desde 1922, durante seis años. Fue el consejero en materia económica del último Gobierno liberal encabezado por su hermano Ion.

## Primer ministro
Sucedió en el cargo de primer ministro a su hermano Ion tras su muerte, convirtiéndose a la vez en jefe del partido. A pesar de haber sido un esforzado ministro de Economía y de haber decidido la política económica del partido, carecía de la capacidad política que había tenido su difunto hermano. Consciente de su débil posición, ofreció un pacto político a Maniu por el que los liberales mantendrían su preponderancia en el Gobierno, que este rechazó. Vintilă decidió entonces continuar con su gobierno, sin convocar elecciones, reclamadas cada vez con más virulencia por la oposición, llegando esta a acusar al gabinete de usurpador, a intentar estorbar la obtención de un crédito en el extranjero y a enviar delegados a Londres, París y Berlín para desacreditarlo.

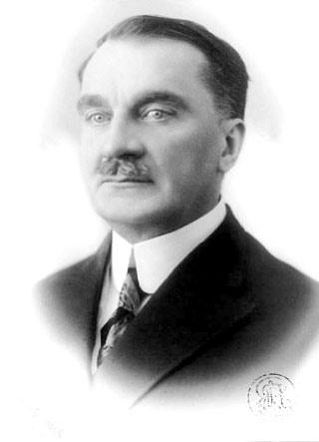
Maniu, dirigente del PNŢ y principal rival de Brătianu.

Se sucedieron las grandes concentraciones de protesta contra el Gobierno en la primavera de 1928, que culminaron en una gran concentración campesina en Alba Iulia el 6 de mayo de 1928. A pesar de la encendida oratoria de los dirigentes nacional-campesinos, su indecisión sobre cómo usar la concentración y su falta de objetivos claros hicieron que la reunión acabase en una farsa: se vieron obligados a solicitar ayuda gubernamental para devolver a los campesinos a sus hogares después de haber clamado contra el Consejo de Ministros furiosamente y haberlo acusado de «enemigo del pueblo».
A pesar de la fuerza de convocatoria demostrada por la oposición, la principal preocupación de Vintilă, que duró toda su época de gobierno, fue el logro de un crédito extranjero de estabilización, que el gabinete encontraba complicado de obtener y que las manifestaciones de la oposición no facilitaban. En julio, una sesión extraordinaria de la Asamblea convocada por Vintilă para solicitar permiso para obtener un crédito de doscientos cincuenta millones de dólares fue boicoteada por los nacional-campesinos, que decidieron no aceptar las leyes aprobadas por la Asamblea tal como estaba conformada.
Vintilă comenzó por rogar a los regentes que le mantuviesen a la cabeza del Gobierno hasta la obtención del crédito, para luego sugerir que permaneciese para supervisar su aplicación. Angustiados por la tensa situación política, los regentes dudaron y Vintilă decidió dimitir y suspender las negociaciones del crédito para forzar la situación, sobrevalorando su fuerza. Su dimisión fue aceptada y los regentes consultaron con Averescu y Maniu sobre la posibilidad de que formasen un Gobierno de coalición, que Maniu descartó hasta la celebración de elecciones. Ante el fracaso de Nicolae Titulescu de lograr también un acuerdo de coalición, los regentes hubieron de ceder y encargar la formación de Gobierno a Maniu, acabando así los años de dominio gubernamental de la familia Brătianu.

## En la oposición
En junio de 1930, tras el regreso del desheredado Carol, al que Vintilă se oponía rotundamente, este expulsó a una sección del partido, encabezada por su sobrino adoptivo (hijo adoptivo de su hermano Ion) Gheorghe Brătianu, que se había expresado favorablemente a su retorno, dividiéndose la formación.